# Natascha Hockwin
Natascha Hockwin (* 9. Mai 1982 in Berlin) ist eine deutsche Schauspielerin.
Hockwin hatte als Jugendliche ihr Filmdebüt als Punkerin in der Folge Die Band der TV-Serie Wolkenstein. Seit 2000 war sie in verschiedenen Kino- und Fernsehproduktionen zu sehen. Von 2002 bis 2005 spielte sie die Tanja Ewermann in der RTL-Serie Die Camper.

## Filmografie (Auswahl)
- 1995: Geheim – oder was?! (Fernsehserie, 3 Folgen)
- 1996: Wolkenstein (Fernsehserie, 1 Folge)
- 1998: Hallo, Onkel Doc! – Stefans Geheimnis (Fernsehserie)
- 1998: Die Friseuse und der Millionär (Fernsehfilm)
- 2000: Wolffs Revier (Fernsehserie, 1 Folge)
- 2000–2002: Für alle Fälle Stefanie (Fernsehserie, 2 Folgen)
- 2001: Die Kommissarin – Tödliche Gier  (Fernsehserie)
- 2001: Unser Charly (Fernsehserie, 1 Folge)
- 2001: Ein Fall für zwei (Fernsehserie, 1 Folge)
- 2001: Der Clown (Fernsehserie, 1 Folge)
- 2001: Die Großstadt-Sheriffs (Fernsehfilm)
- 2001: Happy Halloween (Kurzfilm)
- 2001: Always Crashing in the Same Car (Kurzfilm)
- 2002: Großstadtrevier (Fernsehserie, 1 Folge)
- 2002–2006: Die Camper (Fernsehserie, 65 Folgen)
- 2003: Siska – Brief aus Rio (Fernsehserie)
- 2003: Echte Männer? (Fernsehfilm)
- 2003: Wenn Weihnachten wahr wird (Fernsehfilm)
- 2003: Königskinder (Fernsehfilm)
- 2003: Tatort – Mietsache (TV-Reihe)
- 2004: Tatort – Gefährliches Schweigen
- 2004: Tatort – Hundeleben
- 2004: Tatort – Teufelskreis
- 2005: Knospen wollen explodieren (Exploding Buds, Kurzfilm)
- 2005: Game Over (Kurzfilm)
- 2006: Mit Herz und Handschellen – Der falsche Freund (Fernsehserie)
- 2006: Abschnitt 40 (Fernsehserie, 1 Folge)
- 2006–2007: Hinter Gittern – Der Frauenknast (Fernsehserie, 11 Folgen)
- 2008: Lilys Geheimnis (Fernsehfilm)
- 2011: SOKO Leipzig (Fernsehserie, 1 Folge)
- 2011: Hinter den Sieben Bergen (Kurzfilm)
- 2011: Wer rettet Dina Foxx? (Fernsehfilm, Transmedial)
- 2014: Dina Foxx-Tödlicher Kontakt (Transmedial)